# Georg Ludwig Scharfenberg
Georg Ludwig Scharfenberg (* 28. Dezember 1746 in Hümpfershausen; † 2. Dezember 1810 in Ritschenhausen) war ein deutscher Entomologe und evangelisch-lutherischer Pfarrer.
Er war der Sohn eines Lehrers und besuchte die Universität Halle, bevor er Pfarrer in Ritschenhausen wurde. Er veröffentlichte über Insektenkunde im Journal für Liebhaber der Entomologie von Ludwig Gottlieb Scriba.
Er war ordentliches Mitglied der Societät für Forst- und Jagdkunde in Dreißigacker.
Sein Schwager war Adam Gottlieb Lange, Superintendent in Meiningen.

## Schriften
- Herausgeber mit Johann Matthäus Bechstein: Vollständige Naturgeschichte der schädlichen Forstinsekten. Ein Handbuch für Forstmänner, Cameralisten und Oekonomen, Leipzig 1804, Biodiversity Library